# Polyommatus
Genre
Polyommatus est un genre paléarctique de lépidoptères de la famille des Lycaenidae et de la sous-famille des Polyommatinae.

## Systématique
Le genre Polyommatus a été décrit par l'entomologiste français Pierre André Latreille en 1804. 
L'espèce type pour le genre est Papilio icarus Rottemburg, 1775.
Le nom de Polyommatus vient du grec polus, « beaucoup », et ommatos, « œil », en référence aux nombreux ocelles ornant le revers des ailes de ces papillons,.

### Synonymes
Le nom Polyommatus Latreille, 1804 a de nombreux synonymes, :
- Agrodiaetus Hübner, 1822
- Hirsutina Tutt, 1909
- Bryna Evans, 1912
- Meleageria de Sagarra, 1925
- Plebicula Higgins, 1969
- Paragrodiaetus Rose & Schurian, 1977
- Sublysandra Koçak, 1977
- Admetusia Koçak & Seven, 1998
- Thersitesia Koçak & Seven, 1998
- Actisia Koçak & Kemal, 2001
- Antidolus Koçak & Kemal, 2001
- Dagmara Koçak & Kemal, 2001
- Damaia Koçak & Kemal, 2001
- Juldus Koçak & Kemal, 2001
- Musa Koçak & Kemal, 2001
- Peileia Koçak & Kemal, 2001
- Phyllisia Koçak & Kemal, 2001
- Transcaspius Koçak & Kemal, 2001
- Xerxesia Koçak & Kemal, 2001

Agrodiaetus, Meleageria, Plebicula et Sublysandra sont parfois considérés comme des sous-genres.

### Classification et phylogénie
Le genre Polyommatus est classé dans la famille des Lycaenidae, la sous-famille des Polyommatinae et la tribu des Polyommatini.
La systématique des Polyommatini a longtemps fait débat : par exemple, de nombreux auteurs englobaient dans le genre Polyommatus d'autres genres aujourd'hui considérés comme distincts, comme Lysandra, Neolysandra, Cyaniris, Rimisia, Glabroculus et Kretania.
La définition actuelle du genre Polyommatus découle de récentes études de phylogénétique moléculaire, dans lesquelles il apparaît comme le groupe frère du genre Neolysandra. La phylogénie interne du genre n'est que partiellement élucidée.

## Espèces par sous-genre ou Groupe

### Sous-genre Agrodiaetus: les sablés
- Polyommatus admetus (Esper, 1783) — Sablé pontique présent dans les Balkans, Turquie, Arménie, Azerbaïdjan, Iran.
- Polyommatus alcestis (Zerny, 1932) présent en Asie Mineure.
- Polyommatus aroaniensis (Brown, 1976) — Sablé hellénique présent en Grèce. Statut LC
- Polyommatus demavendi (Pfeiffer, 1938) en Turquie et Iran.
- Polyommatus fabressei (Oberthür, 1910) — Sablé aragonais présent en Espagne. Statut LC
- Polyommatus humedasae (Toso et Balletto, 1976) le Sablé piémontais présent en Italie. Statut en danger.
- Polyommatus mithridates (Toso et Balletto, 1976) en Asie Mineure.
- Polyommatus nephohiptamenos (Brown et Coutsis, 1978) — Sablé macédonien présent dans les Balkans. Statut NT.
- Polyommatus ripartii (Freyer, 1830) — Sablé provençal présent du sud de l'Europe à la Sibérie.
- Polyommatus valiabadi (Rose et Schurian, 1977) présent dans le nord de l'Iran.
- Polyommatus violetae (Gómez Bustillo, Expósito Hermosa et Martínez Borrego, 1979) le Sablé andalou présent en Espagne. Statut vulnérable.
- Polyommatus eurypilos (Gerhard, 1851) présent en Turquie.
- Polyommatus schuriani (Rose, 1978) présent dans le centre de la Turquie.
- Polyommatus attalaensis (Carbonell, Borie et Prins, 2004) présent dans le sud ouest d la Turquie.
- Polyommatus surakovi (Koçak, 1996) présent dans l'est de la Turquie et en Azerbaïdjan.
- Polyommatus cyaneus (Staudinger, 1899).
- Polyommatus dizinensis (Schurian, 1982) présent dans le nord de l'Iran.
- Polyommatus kendevani (Forster, 1956) présent dans le nord de l'Iran.
- Polyommatus merhaba (de Prins et al., 1991) présent dans le nord est de la Turquie.
- Polyommatus pierceae (Lukhtanov et Dantchenko, 2002) dans le sud-est de la Turquie et le nord ouest de l'Iran.
- Polyommatus pseudoxerxes (Forster, 1956) présent dans le nord de l'Iran.
- Polyommatus turcicus (Koçak, 1996) présent en Asie Mineure.
- Polyommatus yurinekrutenko (Koçak, 1996) au Caucase et au Kurdistan.
- Polyommatus zarathustra (Eckweiler, 1997) dans le centre de l'Iran.
- Polyommatus arasbarani (Carbonell & Naderi, 2000) dans le nord-ouest de l'Iran.

#### Groupe Dama
- Polyommatus dama (Staudinger, 1891) en Turquie et dans le nord-ouest de l'Iran. Statut en danger
- Polyommatus hamadanensis (de Lesse, 1959) en Iran.
- Polyommatus larseni (Carbonell, 1994).
- Polyommatus theresiae (Schurian & van Oorschot & van den Brink, 1992) au Kurdistan.

#### Groupe Damon
- Polyommatus baytopi (de Lesse, 1959).
- Polyommatus biton (Sulzer, 1776) dans les Alpes.
- Polyommatus carmonides (de Lesse, 1960) au nord du Caucase.
- Polyommatus damon (Denis et Schiffermüller, 1775) — Sablé du sainfoin.
- Polyommatus iphicarmon (Courvoisier, 1913) au Kurdistan.
- Polyommatus iphidamon (Staudinger, 1899).
- Polyommatus iphigenia (Herrich-Schäffer, 1847) — Sablé turquoise en Asie Mineure et dans les Balkans.
- Polyommatus ischkaschimicus (de Lesse, 1957) dans le Pamir.
- Polyommatus juldusa (Staudinger, 1886) dans le nord-ouest de la Chine.
- Polyommatus posthumus (Christoph, 1877) dans le nord de l'Iran.
- Polyommatus rovshani (Christoph, 1877) en Azerbaïdjan.
- Polyommatus shamil (Dantchenko, 2000) au nord-est du Caucase.
- Polyommatus tankeri (de Lesse, 1960) en Asie mineure.

#### Groupe Dolus
- Polyommatus fulgens (Sagarra, 1925) — Sablé espagnol dans le nord et nord-est de l'Espagne.
- Polyommatus antidolus (Rebel, 1901) au Kurdistan.
- Polyommatus dolus (Hübner, 1823) — Sablé de la luzerne sud-ouest de l'Europe. Statut LC.
- Polyommatus femininoides (Eckweiler, 1987) au Caucase.
- Polyommatus kurdistanicus (Forster, 1961) au Kurdistan.
- Polyommatus menalcas (Freyer, 1837) en Asie Mineure et au Kurdistan.
- Polyommatus mofidi (de Lesse, 1963).
- Polyommatus morgani (Le Cerf, 1909).
- Polyommatus peilei (Le Cerf, 1909) dans le nord-ouest de l'Iran.
- Polyommatus phyllides (Staudinger, 1886) dans le centre de l'Asie.
- Polyommatus phyllis (Christoph, 1877).
- Polyommatus sennanensis (de Lesse, 1959) au Kurdistan.
- Polyommatus vanensis (de Lesse, 1957).

#### Groupe Damone
- Polyommatus damocles (Herrich-Schäffer, 1844).
- Polyommatus damone (Eversmann, 1841).
- Polyommatus damonides (Staudinger, 1899) dans le sud de l'Arménie.
- Polyommatus fabiani (Staudinger, 1899) en Mongolie.
- Polyommatus putnami (Dantchenko et Lukhtanov, 2002) en Turquie.

#### Groupe Poseidon
- Polyommatus deebi (Larsen, 1974) au Liban.
- Polyommatus hopfferi (Herrich-Schäffer, 1851) en Asie Mineure et au Kurdistan.
- Polyommatus lycius (Carbonell, 1996) en Asie Mineure.
- Polyommatus poseidon (?Lederer, 1869) en Asie Mineure.

#### Groupe Poseidonides
- Polyommatus ardschira (Brandt, 1938).
- Polyommatus evansi (Forster, 1956) dans le centre de l'Asie.
- Polyommatus iphigenides (Staudinger, 1886).
- Polyommatus melanius (Staudinger, 1886).
- Polyommatus poseidonides (Staudinger, 1886)dans le centre de l'Asie.

#### Groupe Actinides
- Polyommatus actinides (Staudinger, 1886) présent dans le centre de l'Asie.

#### Groupe Actis
- Polyommatus actis (Herrich-Schäffer, 1851).
- Polyommatus altivagans (Forster, 1956) en Asie Mineure et au Caucase.
- Polyommatus anticarmon (Koçak, 1983) synonyme Polyommatus charmeuxi (Pagés, 1994) Turquie, provinces de Van et Hakkari.
- Polyommatus ectabanensis (de Lesse, 1963) en Asie Mineure et en Iran.
- Polyommatus firdussii (Forster, 1956).
- Polyommatus gorbunovi (Eckweiler, 1989) au Caucase.
- Polyommatus pfeifferi (Brandt, 1938).
- Polyommatus sertavulensis (Koçak, 1979).
- Polyommatus turcicus (Koçak, 1977) en Asie Mineure.
- Polyommatus wagneri (Forster, 1956) en Asie Mineure.

#### Groupe Stoliczkanus
- Polyommatus annamaria (Tutt, 1909).
- Polyommatus ariana (Tutt, 1909) dans l'ouest de l'Himalaya.
- Polyommatus ciloicus (Tutt, 1909) au Kurdistan.
- Polyommatus dux (Tutt, 1909) dans le nord-ouest de l'Inde.
- Polyommatus erigone (Grum-Grshimailo, 1890)
- Polyommatus everesti (Grum-Grshimailo, 1890) au Tibet.
- Polyommatus fraterluci (Grum-Grshimailo, 1890).
- Polyommatus hunza (Grum-Grshimailo, 1890) au Pamir.
- Polyommatus pierinoi (Grum-Grshimailo, 1890) dans le centre de l'Himalaya.
- Polyommatus stoliczkanus (Felder et Felder, 1865) dans l'ouest de l'Himalaya et au Népal.
- Polyommatus sutleja (Moore, 1882) dans l'ouest de l'Himalaya.

#### Groupe Transcapsicus
- Polyommatus afghanistana (Forster, 1972) en Afghanistan.
- Polyommatus aserbeidschanus (Forster, 1956) au Caucase et en Arménie.
- Polyommatus caeruleus (Staudinger, 1871) en Asie Mineure.
- Polyommatus elbursicus (Forster, 1956).
- Polyommatus ninae (Forster, 1956) au Kurdistan.
- Polyommatus transcaspicus (Staudinger, 1899) dans le nord del'Iran.

### Sous-genre Meleageria
- Polyommatus buzulmavi (Carbonell, 1992) au Kurdistan.
- Polyommatus daphnis (Denis et Schiffermüller, 1775) — Azuré de l'orobe.
- Polyommatus marcida (Lederer, 1870) au Kurdistan.

### Sous-genre Plebicula
- Polyommatus atlantica (Elwes, 1905) — Azuré de l'Atlas en Afrique du Nord.
- Polyommatus dorylas (Denis et Schiffermüller, 1775) — Azuré du mélilot présent dans le sud de l'Europe, en Asie Mineure et au Caucase.
- Polyommatus golgus (Hübner, 1813) — Azuré bétique présent dans le sud de l'Espagne.. Statut vulnérable.
- Polyommatus nivescens (Hübner, 1813) — Azuré platiné présent en Espagne et dans le sud de la France.Statut NT.
- Polyommatus sagratrox (Aistleitner, 1986) — Azuré subbétique présent dans le sud-est de l'Espagne.

### Sous-genre Polyommatus
- Polyommatus aloisi (Bálint, 1988) dans le sud de la Mongolie.
- Polyommatus amor (Lang, 1884) dans le centre de l'Asie.
- Polyommatus boisduvalii (Herrich-Schäffer, 1844).
- Polyommatus eroides (Frivaldszky, 1835) — Azuré ukrainien en Asie Mineure.
- Polyommatus eros (Ochsenheimer, 1808) — Azuré de l'oxytropide dans les Alpes et les Pyrénées.
- Polyommatus erotides (Kurentzov, 1970) dans le sud de la Sibérie et en Mongolie.
- Polyommatus forresti (Kurentzov, 1970) dans le centre de l'Himalaya.
- Polyommatus kamtshadalis (Sheljuzhko, 1933) dans lenord-est de l'Asie.
- Polyommatus menelaos (Kurentzov, 1970) l'Azuré de Brown en Grèce.
- Polyommatus meoticus (Ochsenheimer, 1808) dans le nord-ouest du Caucase.
- Polyommatus pseuderos (Kurentzov, 1970) dans l'ouest de l'Himalaya.
- Polyommatus stigmatifera (Ochsenheimer, 1808) dans le centre de l'Asie.
- Polyommatus tsvetaevi (Forster, 1961) dans le nord de la Corée.
- Polyommatus tshetverikovi (Ochsenheimer, 1808) au Caucase.
- Polyommatus venus (Staudinger, 1886) dans le centre de l'Asie.

- Polyommatus bilucha (Moore, 1884) au Tibet.
- Polyommatus cornelia (Gerhard, 1851) en Asie Mineure.
- Polyommatus isauricoides (Gerhard, 1851).
- Polyommatus muetingi (Bálint, 1992) dans le centre de l'Asie.
- Polyommatus nuksani (Forster, 1937).
- Polyommatus avinovi (Shchetkin, 1980) dans le centre de l'Asie.
- Polyommatus bogra (Tshikolovets, 1992) au Baloutchistan.
- Polyommatus dagmara (Grum-Grshimailo, 1888) dans le centre de l'Asie.
- Polyommatus erschoffi (Lederer, 1869).
- Polyommatus magnifica (Grum-Grshimailo, 1885) dans le centre de l'Asie.
- Polyommatus pulchella (Bernard, 1951) dans le centre de l'Asie.
- Polyommatus frauvartianae (Lederer, 1870) en Afghanistan.
- Polyommatus glaucias (Lederer, 1870) dans le nord de l'Iran.

- Polyommatus amandus (Schneider, 1792) — Azuré de la jarosse.
- Polyommatus anthea (Grum-Grshimailo, 1890).
- Polyommatus chitralensis (Oberthür, 1910) dans l'ouest del'Himalaya.
- Polyommatus escheri (Hübner, 1823) — Azuré du plantain.
- Polyommatus icadius (Grum-Grshimailo, 1890) dans le centre de l'Asie.
- Polyommatus icarus (Rottemburg, 1775) — Argus bleu ou azuré de la bugrane en Afrique du Nord, Europe et Asie tempérée.
- Polyommatus juno (Grum-Grshimailo, 1891) au Liban.
- Polyommatus kashgharensis (Moore, 1878) en Afrique du Nord, sud-ouest de la Mongolie et nord de la Chine.
- Polyommatus thersites (Cantener, 1834) — Azuré de l'esparcette.

- Polyommatus aedon (Christoph, 1887) au Caucase et au Kurdistan.
- Polyommatus myrrha (Herrich-Schäffer, 1852) en Asie Mineure.
- Polyommatus myrrhinus (Staudinger, 1901) en Asie Mineure.

- Polyommatus afghanicus (Forster, 1973) en Afghanistan.
- Polyommatus baltazardi (de Lesse, 1963).
- Polyommatus delessei (Bálint, 1997) dans le sud del'Iran.
- Polyommatus nadira (Moore, 1884).

### Autres espèces...
- Polyommatus ahmadi (Carbonell, 2001).
- Polyommatus anticarmon (Koçak, 1983).
- Polyommatus arasbarani (Carbonell et Naderi, 2000).
- Polyommatus artvinensis (Carbonell, 1997).
- Polyommatus attalaensis (Carbonell et al., 2004).
- Polyommatus barmifiruze (Carbonell, 2000).
- Polyommatus bilgini (Dantchenko et Lukhtanov, 2002) présent en Turquie.
- Polyommatus birunii (Eckweiler et ten Hagen, 2001).
- Polyommatus carmon (Herrich-Schäffer, 1851).
- Polyommatus cilicius (Carbonell, 1998).
- Polyommatus dagestanicus (Forster, 1960).
- Polyommatus elena
- Polyommatus eriwanensis (Forster, 1960).
- Polyommatus ernesti (Eckweiler, 1989).
- Polyommatus erzindjanensis (Carbonell, 2002) présent en Turquie
- Polyommatus esfahensis (Carbonell, 2000).
- Polyommatus forsteri (Pfeiffer, 1938).
- Polyommatus guezelmavi (Olivier & al., 1999).
- Polyommatus haigi (Dantchenko et Lukhtanov, 2002).
- Polyommatus huberti (Carbonell, 1993).
- Polyommatus igisizilim (Dantchenko, 2000).
- Polyommatus kanduli (Dantchenko et Lukhtanov, 2002).
- Polyommatus khorasanensis (Carbonell, 2001).
- Polyommatus klausschuriani (ten Hagen, 1999).
- Polyommatus khoshyeilagi (Blom, 1979).
- Polyommatus musa (Koçak et Hosseinpour, 1996)
- Polyommatus nekrutenkoi (Dantchenko et al., 2004).
- Polyommatus orphicus (Kolev, 2005)en Grèce et Bulgarie. Statut vulnérable
- Polyommatus pljushtchi (Lukhtanov et Budashkin, 1993) En Crimée. Statut DD.
- Polyommatus pseudactis (Forster, 1960).
- Polyommatus rjabovi (Forster, 1960).
- Polyommatus sigberti (Olivier, Poorten, Puplesiene et de Prins, 2000).
- Polyommatus singalensis
- Polyommatus zapvadi (Carbonell, 1993).
- Polyommatus zardensis (Schurian et ten Hagen, 2001).

## Liste alphabétique des espèces
- Polyommatus abdon (Forster, 1956).
- Polyommatus actinides (Staudinger, 1886).
- Polyommatus actis (Herrich-Schäffer, 1851).
- Polyommatus admetus (Esper, 1785) — Sablé pontique.
- Polyommatus aedon (Christoph, 1887).
- Polyommatus afghanicus (Forster, 1973).
- Polyommatus afghanistana (Forster, 1972).
- Polyommatus ahmadi (Carbonell, 2001).
- Polyommatus alcestis (Zerny, 1932).
- Polyommatus aloisi (Bálint, 1988).
- Polyommatus altivagans (Forster, 1956).
- Polyommatus amandus (Schneider, 1792) — Azuré de la jarosse.
- Polyommatus amor (Lang, 1884).
- Polyommatus andronicus (Coustis et Chavelas 1995) Azuré du Falakron
- Polyommatus annamaria (Tutt, 1909).
- Polyommatus anthea (Grum-Grshimailo, 1890).
- Polyommatus anticarmon (Koçak, 1983).
- Polyommatus antidolus (Rebel, 1901).
- Polyommatus arasbarani (Carbonell et Naderi, 2000).
- Polyommatus ardschira (Brandt, 1938).
- Polyommatus ariana (Tutt, 1909).
- Polyommatus aroaniensis (Brown, 1976) — Sablé hellénique.
- Polyommatus artvinensis (Carbonell, 1997).
- Polyommatus aserbeidschanus (Forster, 1956).
- Polyommatus atlantica (Elwes, 1905) — Azuré de l'Atlas.
- Polyommatus attalaensis (Carbonell et al., 2004).
- Polyommatus avinovi (Shchetkin, 1980).
- Polyommatus baltazardi (de Lesse, 1963).
- Polyommatus barmifiruze (Carbonell, 2000).
- Polyommatus baytopi (de Lesse, 1959).
- Polyommatus bilgini (Dantchenko et Lukhtanov, 2002).
- Polyommatus bilucha (Moore, 1884).
- Polyommatus birunii (Eckweiler et ten Hagen, 2001).
- Polyommatus biton (Sulzer, 1776).
- Polyommatus bogra Tshikolovets, 1992.
- Polyommatus boisduvalii (Herrich-Schäffer, 1844).
- Polyommatus buzulmavi (Carbonell, 1992).
- Polyommatus caeruleus (Staudinger, 1871).
- Polyommatus carmon (Herrich-Schäffer, 1851).
- Polyommatus carmonides (de Lesse, 1960).
- Polyommatus chitralensis (Oberthür, 1910).
- Polyommatus cilicius (Carbonell, 1998).
- Polyommatus ciloicus (Tutt, 1909).
- Polyommatus cornelia (Gerhard, 1851).
- Polyommatus cyaneus (Staudinger, 1899).
- Polyommatus dagestanicus (Forster, 1960).
- Polyommatus dagmara (Grum-Grshimailo, 1888).
- Polyommatus dama (Staudinger, 1891).
- Polyommatus damocles (Herrich-Schäffer, 1844).
- Polyommatus damon (Denis et Schiffermüller, 1775) — Sablé du sainfoin.
- Polyommatus damone (Eversmann, 1841).
- Polyommatus damonides (Staudinger, 1899).
- Polyommatus daphnis (Denis et Schiffermüller, 1775) — Azuré de l'orobe.
- Polyommatus deebi (Larsen, 1974).
- Polyommatus demavendi (Pfeiffer, 1938).
- Polyommatus dizinensis (Schurian, 1982).
- Polyommatus dolus (Hübner, 1823) — Sablé de la luzerne.
- Polyommatus dorylas (Denis et Schiffermüller, 1775) — Azuré du mélilot.
- Polyommatus dux (Tutt, 1909).
- Polyommatus ectabanensis (de Lesse, 1963).
- Polyommatus elbursicus (Forster, 1956).
- Polyommatus elena.
- Polyommatus erigone (Grum-Grshimailo, 1890).
- Polyommatus eriwanensis (Forster, 1960).
- Polyommatus ernesti (Eckweiler, 1989).
- Polyommatus eroides (Frivaldszky, 1835) — Azuré ukrainien.
- Polyommatus eros (Ochsenheimer, 1808) — Azuré de l'oxytropide.
- Polyommatus erotides (Kurentzov, 1970).
- Polyommatus erschoffi (Lederer, 1869).
- Polyommatus escheri (Hübner, 1823) — Azuré du plantain.
- Polyommatus esfahensis (Carbonell, 2000).
- Polyommatus evansi (Forster, 1956).
- Polyommatus everesti (Grum-Grshimailo, 1890).
- Polyommatus fabiani (Staudinger, 1899).
- Polyommatus fabressei (Oberthür, 1910) — Sablé aragonais.
- Polyommatus femininoides (Eckweiler, 1987).
- Polyommatus firdussii (Forster, 1956).
- Polyommatus forresti (Kurentzov, 1970).
- Polyommatus forsteri (Pfeiffer, 1938).
- Polyommatus fraterluci (Grum-Grshimailo, 1890).
- Polyommatus frauvartianae (Lederer, 1870).
- Polyommatus fulgens (Sagarra, 1925).
- Polyommatus glaucias (Lederer, 1870).
- Polyommatus golgus (Hübner, 1813) — Azuré bétique.
- Polyommatus gorbunovi (Eckweiler, 1989).
- Polyommatus guezelmavi (Olivier & al., 1999).
- Polyommatus haigi (Dantchenko et Lukhtanov, 2002).
- Polyommatus hamadanensis (de Lesse, 1959).
- Polyommatus hopfferi (Herrich-Schäffer, 1851).
- Polyommatus huberti (Carbonell, 1993).
- Polyommatus humedasae (Toso et Balletto, 1976) - Sablé piémontais.
- Polyommatus hunza (Grum-Grshimailo, 1890).
- Polyommatus icadius (Grum-Grshimailo, 1890).
- Polyommatus icarus (Rottemburg, 1775) — Argus bleu ou azuré de la bugrane.
- Polyommatus igisizilim (Dantchenko, 2000).
- Polyommatus iphicarmon (Courvoisier, 1913).
- Polyommatus iphidamon (Staudinger, 1899).
- Polyommatus iphigenia (Herrich-Schäffer, 1847) — Sablé turquoise.
- Polyommatus iphigenides (Staudinger, 1886).
- Polyommatus isauricoides (Gerhard, 1851).
- Polyommatus ischkaschimicus (de Lesse, 1957).
- Polyommatus juldusa (Staudinger, 1886).
- Polyommatus juno (Grum-Grshimailo, 1891).
- Polyommatus kamtshadalis (Sheljuzhko, 1933).
- Polyommatus kanduli (Dantchenko et Lukhtanov, 2002).
- Polyommatus kashgharensis (Grum-Grshimailo, 1891).
- Polyommatus kendevani (Forster, 1956).
- Polyommatus khorasanensis (Carbonell, 2001).
- Polyommatus khoshyeilagi (Blom, 1979).
- Polyommatus klausschuriani (ten Hagen, 1999).
- Polyommatus kurdistanicus (Forster, 1961).
- Polyommatus larseni (Carbonell, 1994).
- Polyommatus lycius (Carbonell, 1996).
- Polyommatus magnifica (Grum-Grshimailo, 1885).
- Polyommatus marcida (Lederer, 1870).
- Polyommatus melanius (Staudinger, 1886).
- Polyommatus menalcas (Freyer, 1837).
- Polyommatus menelaos (Kurentzov, 1970).
- Polyommatus meoticus (Ochsenheimer, 1808).
- Polyommatus merhaba (de Prins et al., 1991).
- Polyommatus mithridates (Toso et Balletto, 1976).
- Polyommatus mofidi (de Lesse, 1963).
- Polyommatus morgani (Le Cerf, 1909).
- Polyommatus muetingi (Bálint, 1992).
- Polyommatus myrrha (Herrich-Schäffer, 1852).
- Polyommatus nadira (Moore, 1884).
- Polyommatus nekrutenkoi (Dantchenko et al., 2004).
- Polyommatus nephohiptamenos (Brown et Coutsis, 1978) — Sablé macédonien.
- Polyommatus ninae (Forster, 1956).
- Polyommatus nivescens (Hübner, 1813) — Azuré platiné.
- Polyommatus nuksani (Forster, 1937).
- Polyommatus peilei (Le Cerf, 1909).
- Polyommatus pfeifferi (Brandt, 1938).
- Polyommatus phyllides (Staudinger, 1886).
- Polyommatus phyllis (Christoph, 1877).
- Polyommatus pierceae (Lukhtanov et Dantchenko, 2002).
- Polyommatus pierinoi (Grum-Grshimailo, 1890).
- Polyommatus poseidon (?Lederer, 1869).
- Polyommatus poseidonides (Staudinger, 1886).
- Polyommatus posthumus (Christoph, 1877).
- Polyommatus pseudactis (Forster, 1960).
- Polyommatus pseuderos (Kurentzov, 1970).
- Polyommatus pseudoxerxes (Forster, 1956).
- Polyommatus pulchella (Bernard, 1951).
- Polyommatus putnami (Dantchenko et Lukhtanov, 2002).
- Polyommatus ripartii (Freyer, 1830) — Sablé provençal.
- Polyommatus rjabovi (Forster, 1960).
- Polyommatus rovshani (Christoph, 1877).
- Polyommatus sagratrox (Aistleitner, 1986) — Azuré subbétique
- Polyommatus schuriani (Rose, 1978).
- Polyommatus sennanensis (de Lesse, 1959).
- Polyommatus sertavulensis (Koçak, 1979).
- Polyommatus shamil (Dantchenko, 2000).
- Polyommatus sigberti (Olivier, Poorten, Puplesiene et de Prins, 2000).
- Polyommatus singalensis
- Polyommatus stigmatifera (Ochsenheimer, 1808).
- Polyommatus stoliczkanus (Felder et Felder, 1865).
- Polyommatus surakovi (Koçak, 1996).
- Polyommatus sutleja (Moore, 1882).
- Polyommatus tankeri (de Lesse, 1960).
- Polyommatus theresiae (Schurian & van Oorschot & van den Brink, 1992).
- Polyommatus thersites (Cantener, 1834) — Azuré de l'esparcette.
- Polyommatus transcaspicus (Staudinger, 1899).
- Polyommatus tshetverikovi (Ochsenheimer, 1808).
- Polyommatus tsvetaevi (Forster, 1961).
- Polyommatus turcicus (Koçak, 1977)
- Polyommatus valiabadi (Rose et Schurian, 1977).
- Polyommatus vanensis (de Lesse, 1957).
- Polyommatus venus (Staudinger, 1886).
- Polyommatus violetae (Gómez Bustillo, Expósito Hermosa et Martínez Borrego, 1979) le Sablé andalou.
- Polyommatus wagneri (Forster, 1956).
- Polyommatus yurinekrutenko (Koçak, 1996).
- Polyommatus zapvadi (Carbonell, 1993).
- Polyommatus zardensis (Schurian et ten Hagen, 2001).